# Szamocin (gmina)
Pour les articles homonymes, voir Szamocin.
Szamocin est une gmina mixte du powiat de Chodzież, Grande-Pologne, dans le centre-ouest de la Pologne. Son siège est la ville de Szamocin.
La gmina couvre une superficie de 125,46 km2 pour une population de 7 292 habitants.

## Géographie

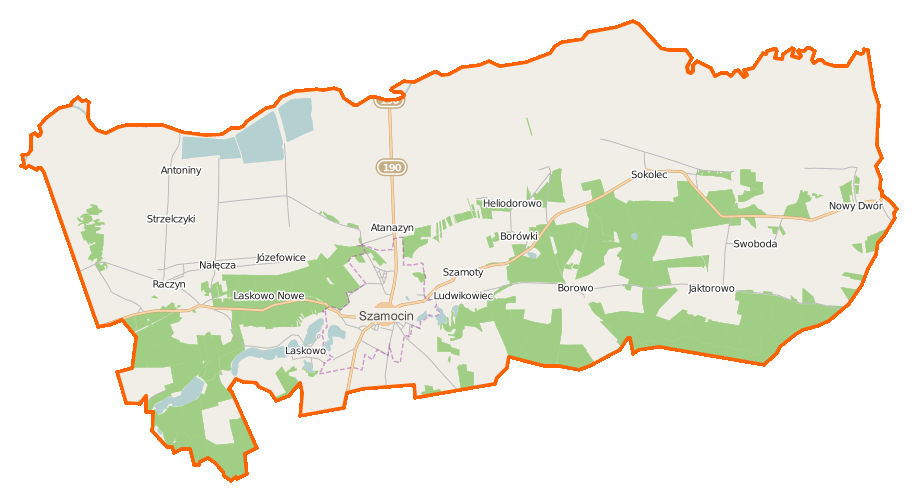
Plan de la gmina.

Outre la ville de Szamocin, la gmina inclut les villages de:
- Atanazyn
- Borowo
- Heliodorowo
- Laskowo
- Lipa
- Lipia Góra
- Nałęcza
- Nowy Dwór
- Raczyn
- Swoboda
- Szamoty

### Gminy voisines
La gmina de Szamocin est bordée des gminy de:
- Białośliwie
- Chodzież
- Gołańcz
- Margonin

## Structure du terrain
D'après les données de 2002, la superficie de la commune de Szamocin est de 125,46 km², répartis comme tel :
- terres agricoles : 64 %
- forêts : 20 %

La commune représente 18,43 % de la superficie du powiat.

## Démographie
Données du 30 juin 2004 :
| description        | Total  | Total | Femmes | Femmes | Hommes | Hommes |
| ------------------ | ------ | ----- | ------ | ------ | ------ | ------ |
| Unité              | Nombre | %     | Nombre | %      | Nombre | %      |
| population         | 7 248  | 100   | 3 639  | 50,2   | 3 609  | 49,8   |
| Densité (hab./km²) | 57,8   | 57,8  | 29     | 29     | 28,8   | 28,8   |